# Echinopsis quadratiumbonata
Echinopsis quadratiumbonata (лат.) — кактус из рода Эхинопсис.

## Описание
Echinopsis quadratiumbonata растёт кустарником, от основания растут несколько прямых ветвей, до 1 метра высотой. Цилиндрические зеленые побеги достигают диаметра от 4 до 5 сантиметров. Рёбер от 9 до 12 с пересекающимися бороздами. Центральная колючка одна, белая с коричневым верхом (со временем становится серой), длинной до 4 см. Радикальных колючек 7—10, прямые, коричневые (со временем приобретают серый цвет), длинной до 1 см. Стебли цилиндрические, 4—5 см в диаметре. Цветы длинные, белые, не открываются широко. Ареолы округлые, коричневые, расположены на расстоянии около 1 см друг от друга.

## Распространение
Произрастает в провинции Кордильера (Чили) и департаменте Санта Крус (Боливия).

## Синонимы
- Trichocereus quadratiumbonatus